# International F Truck
Модель F была первым «настоящим» грузовиком International с двигателем под передним капотом и стальной рамой. F также отличался карданным приводом к задней оси с внутренним зацеплением, 3-ступенчатой скользящей коробкой передач, механическими тормозами задних колес, цельнорезиновыми шинами и левосторонним рулевым управлением. Он был построен в так называемом «французском стиле», с покатым капотом и радиатором двигателя водяного охлаждения, расположенным в задней части моторного отсека, и составлял конкуренцию новому Ford Model TT.